# Othman Dey
Pour les articles homonymes, voir Dey.
Othman Dey ou Kara Osman Dey, décédé en septembre 1610, est dey de Tunis de 1593 à sa mort.

## Biographie

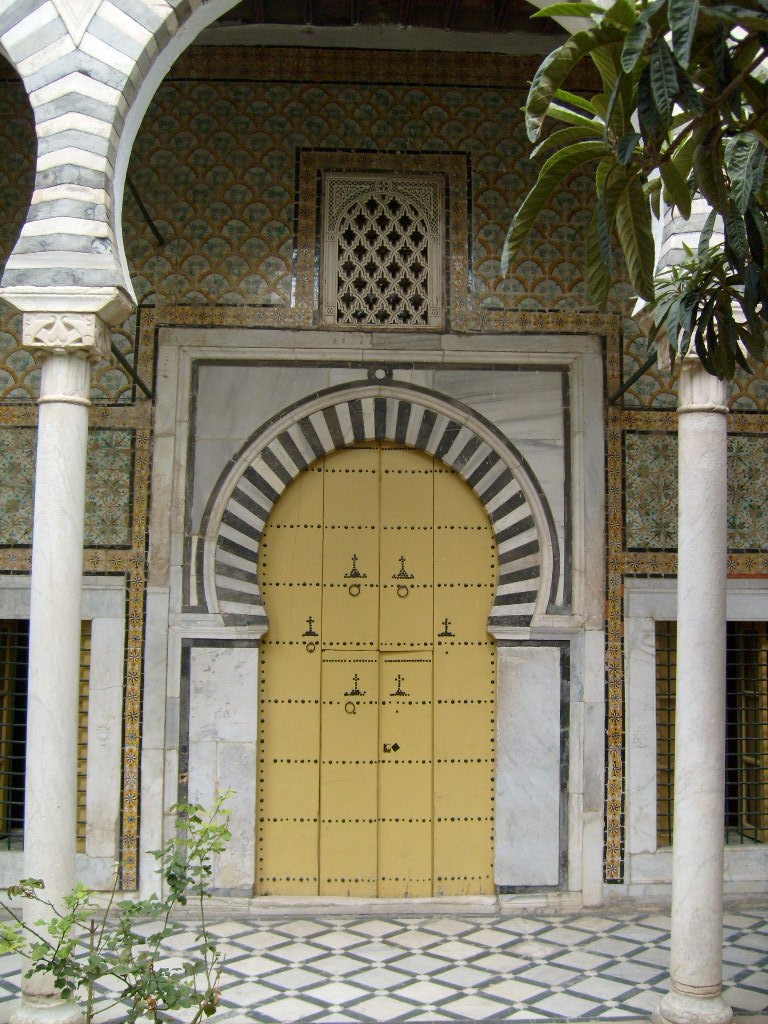
Porte donnant sur le patio du Dar Othman.

Soldat turc originaire d'Anatolie, où il exerce le métier de cordonnier, il arrive avec le contingent de Sinan Pacha en 1574 pour enlever Tunis aux Espagnols, il se fait élire comme dey par la milice turque de Tunis en 1593 ; il devient ainsi le commandant militaire de Tunis. Mais c'est en 1598 qu'il prend véritablement le pouvoir en cantonnant le pacha dans un rôle purement honorifique.
Tunis entre dans une nouvelle ère sous son règne, notamment avec la pacification du territoire, la constitution d'une flotte puissamment armée et d'un réseau de forts (borj) destinés à la surveillance du littoral. C'est en effet lui qui accueille (vers 1609) les principales communautés de réfugiés chassés d'Andalousie (on estime entre 60 000 et 80 000 ceux arrivés à cette époque en Tunisie) et les installe pour certaines à Tunis, même s'il permet à plusieurs familles de se fixer à Zaghouan, Testour, Soliman, Turki, Grombalia, Medjez el-Bab et Tebourba. Celles-ci rapportent avec elles un nouveau mode de vie et de nouvelles techniques artisanales (comme la fabrication des chéchias) qui contribuent à faire la prospérité du territoire,.
Devenu âgé et craignant de s'éloigner de la capitale et de la turbulente milice, il crée le poste de bey pour commander la colonne armée qui traverse le pays afin de collecter l'impôt et de pacifier le pays. Il confie ce poste à un janissaire d'origine géorgienne du nom de Ramdhan. Il fait par ailleurs construire sa demeure, un palais dans le centre de la médina de Tunis portant le nom de Dar Othman (datant de la fin du XVIe siècle) — il fut le seul dey qui habita dans la médina car les autres préférèrent le fort de la kasbah considéré comme plus sûr — plusieurs casernes et forts, ainsi que plusieurs murailles entourant des villes et détruites lors des guerres menées contre l'Espagne, comme à Bizerte.
Il marie sa fille à son lieutenant, son futur successeur Youssef Dey. Othman Dey est aussi le grand-père de la princesse Aziza Othmana. À sa mort, il est enterré avec ses descendants dans l'actuelle Tourbet Aziza Othmana, sur la place de la Kasbah.